# Coleophora cribrella
Coleophora cribrella é uma espécie de mariposa do gênero Coleophora pertencente à família Coleophoridae.